# Ala (Macedo de Cavaleiros)
Ala ist ein Ort und eine ehemalige Gemeinde im nördlichen Portugal.

## Geschichte
Ala unterstand dem Christusorden. 1705 hatte der Ort 50 Haushalte.
Ala blieb eine eigenständige Gemeinde, bis sie 2013 aufgelöst und mit Vilarinho do Monte zu einer neuen Gemeinde zusammengeschlossen wurde.
| Einwohnerentwicklung der Gemeinde Ala (1864–2011) | Einwohnerentwicklung der Gemeinde Ala (1864–2011) | Einwohnerentwicklung der Gemeinde Ala (1864–2011) | Einwohnerentwicklung der Gemeinde Ala (1864–2011) | Einwohnerentwicklung der Gemeinde Ala (1864–2011) | Einwohnerentwicklung der Gemeinde Ala (1864–2011) | Einwohnerentwicklung der Gemeinde Ala (1864–2011) | Einwohnerentwicklung der Gemeinde Ala (1864–2011) | Einwohnerentwicklung der Gemeinde Ala (1864–2011) | Einwohnerentwicklung der Gemeinde Ala (1864–2011) | Einwohnerentwicklung der Gemeinde Ala (1864–2011) | Einwohnerentwicklung der Gemeinde Ala (1864–2011) | Einwohnerentwicklung der Gemeinde Ala (1864–2011) | Einwohnerentwicklung der Gemeinde Ala (1864–2011) | Einwohnerentwicklung der Gemeinde Ala (1864–2011) |
| ------------------------------------------------- | ------------------------------------------------- | ------------------------------------------------- | ------------------------------------------------- | ------------------------------------------------- | ------------------------------------------------- | ------------------------------------------------- | ------------------------------------------------- | ------------------------------------------------- | ------------------------------------------------- | ------------------------------------------------- | ------------------------------------------------- | ------------------------------------------------- | ------------------------------------------------- | ------------------------------------------------- |
| 1864                                              | 1878                                              | 1890                                              | 1900                                              | 1911                                              | 1920                                              | 1930                                              | 1940                                              | 1950                                              | 1960                                              | 1970                                              | 1981                                              | 1991                                              | 2001                                              | 2011                                              |
| 850                                               | 792                                               | 839                                               | 849                                               | 982                                               | 889                                               | 813                                               | 959                                               | 1047                                              | 1036                                              | 937                                               | 839                                               | 594                                               | 497                                               | 417                                               |

## Verwaltung
Ala war Sitz einer gleichnamigen Gemeinde (Freguesia) im Kreis (Concelho) von Macedo de Cavaleiros im Distrikt Bragança. Die Gemeinde hatte 420 Einwohner (Stand 30. Juni 2011).
Folgende Ortschaften liegen im Gemeindegebiet:
- Ala
- Brinço
- Carrapatinha
- Meles

Im Zuge der Gemeindereform vom 29. September 2013 wurden die Gemeinden Ala und Vilarinho do Monte zur neuen Gemeinde União das Freguesias de Ala e Vilarinho do Monte zusammengeschlossen. Ala ist Sitz dieser neu gebildeten Gemeinde.